# Prosopocera bicolor
Prosopocera bicolor là một loài bọ cánh cứng trong họ Cerambycidae.